# 大阪市電北浜線
北浜線（きたはません）は、大阪市の北浜二丁目停留場と天神橋停留場を結んでいた大阪市電の軌道路線。第三期線として建設された。

## 路線データ
- 起点：北浜二丁目
- 終点：天神橋
- 軌間：1435mm
- 営業キロ：0.5km
- 架線電圧：直流600V

## 沿革
- 1911年（明治44年）10月7日 北浜二丁目停留場 - 天神橋停留場間開業。
- 1917年（大正6年）ごろ 北浜二丁目 - 天神橋間に北浜一丁目停留場が開業。
- 1944年（昭和19年）6月1日 北浜一丁目停留場が廃止。
- 1968年（昭和43年）5月1日 全線廃止。

## 停留場一覧
| 駅名             | キロ程 | 接続路線                       |
| ---------------- | ------ | ------------------------------ |
| 北浜二丁目停留場 | 0.0    | 大阪市電：堺筋線、天神橋西筋線 |
| 北浜一丁目停留場 | 0.2    |                                |
| 天神橋停留場     | 0.5    | 大阪市電：今橋天満橋筋線       |